# Lijst van voetbalinterlands Argentinië - Honduras
Deze lijst van voetbalinterlands is een overzicht van alle officiële voetbalwedstrijden tussen de nationale teams van Argentinië en Honduras. De landen speelden tot op heden drie keer tegen elkaar. Het eerste duel was een vriendschappelijke wedstrijd op 31 januari 2003 in San Pedro Sula. Het laatste duel, eveneens een vriendschappelijke wedstrijd, werd gespeeld op 23 september 2022 in Miami Gardens (Verenigde Staten).

## Wedstrijden
| № | Plaats         | Datum             | Competitie        | Wedstrijd             | Uitslag |
| - | -------------- | ----------------- | ----------------- | --------------------- | ------- |
| 1 | San Pedro Sula | 31 januari 2003   | Vriendschappelijk | Honduras – Argentinië | 1 – 3   |
| 2 | San Juan       | 27 mei 2016       | Vriendschappelijk | Argentinië – Honduras | 1 – 0   |
| 3 | Miami Gardens  | 23 september 2022 | Vriendschappelijk | Argentinië − Honduras | 3 − 0   |

## Samenvatting
| Competitie        | Totaal gespeeld | Winst Argentinië | Gelijk | Winst Honduras | Doelsaldo Argentinië – Honduras |
| ----------------- | --------------- | ---------------- | ------ | -------------- | ------------------------------- |
| Vriendschappelijk | 3               | 3                | 0      | 0              | 7 − 1                           |
| Totaal            | 3               | 3                | 0      | 0              | 7 − 1                           |

Wedstrijden bepaald door strafschoppen worden, in lijn met de FIFA, als een gelijkspel gerekend.

## Details

### Eerste ontmoeting
De eerste ontmoeting tussen Argentinië en Honduras vond plaats op 31 januari 2003. Het vriendschappelijke duel, gespeeld in het Estadio Olímpico Metropolitano in San Pedro Sula, stond onder leiding van scheidsrechter Neftali Recinos uit El Salvador. Hij deelde in totaal drie directe rode kaarten uit, en vier gele kaarten. Argentinië speelde met louter spelers afkomstig uit de eigen competitie. Doelpuntenmakers Diego Milito en Lucho González maakten hun debuut voor Argentinië, net als Maynor Figueroa bij de thuisploeg.
| Vriendschappelijk (San Pedro Sula, Honduras, 31 januari 2003): |              | |
| Honduras | 1 – 3        | Argentinië |
| Saúl Martínez 7' | goals        | 15' Diego Milito 53' Lucho González 56' Lucho González |
| José de la Paz | bondscoach   | Marcelo Bielsa |
| Víctor Coello Arnold Cruz Edgar Álvarez Rony Morales Sergio Mendoza Héctor Gutiérrez 30' Amado Guevara Alex Andino Francisco Pavón 77' Saúl Martínez 80' Jairo Martínez 63' | opstellingen | Sebastián Saja Ariel Garcé Nicolás Burdisso Gabriel Milito Pablo Guiñazú Lucho González 46' Leonardo Ponzio Andrés D'Alessandro 80' Federico Insúa 85' Mariano González 88' Diego Milito |
| Maynor Figueroa 30' Jairo Martínez 63' Walter Martínez 77' Ángel Gil 80' | wissels      | 46' Sebastián Battaglia 80' Gonzalo Rodríguez 85' Clemente Rodríguez 88' César Garignano                                                                                                 |
| Amado Guevara 58' | gele kaarten | 37' Nicolás Burdisso 66' Andrés D'Alessandro 80' Gonzalo Rodríguez |
| Maynor Figueroa 46' | rode kaarten | 73' Gabriel Milito 79' Ariel Garcé |

### Tweede ontmoeting
| Vriendschappelijk (San Juan, 28 mei 2016): |              | |
| Argentinië | 1 – 0        | Honduras |
| Gonzalo Higuaín 31' | goals        | |
| Gerardo Martino | bondscoach   | Jorge Luis Pinto |
| Sergio Romero Marcos Rojo 78' Nicolás Otamendi 77' Gabriel Mercado 78' Javier Mascherano Ramiro Funes Mori Ángel Di María Lucas Biglia Erik Lamela 64' Lionel Messi 64' Gonzalo Higuaín 65' | opstellingen | Donis Escober Johnny Palacios Johnny Leverón 71' Emilio Izaguirre Maynor Figueroa 70' Brayan Beckeles Jorge Claros 46' Bryan Acosta 46' Marco Vega 83' Romell Quioto Alberth Elis |
| Nicolás Gaitán 64' Éver Banega 64' Kun Agüero 65' Jonatan Maidana 77' Facundo Roncaglia 78' Víctor Cuesta 78'                                                                               | wissels      | 46' Óliver Morazán 46' Carlos Discua 70' Odis Borjas 71' Ever Alvarado 83' Rony Martínez                                                                                          |
| Lucas Biglia 30' Javier Mascherano 90' | gele kaarten | 35' Jorge Claros 68' Óliver Morazán |

AUF · A-internationals · Selecties · Bondscoaches · Argentijns vrouwenelftal · Olympisch elftal · Argentinië U21 · Argentinië U20 · Argentinië U19 · Argentinië U18 · Argentinië U17
1900 – 1909 ·
1910 – 1919 ·
1920 – 1929 ·
1930 – 1939 ·
1940 – 1949 ·
1950 – 1959 ·
1960 – 1969 ·
1970 – 1979 ·
1980 – 1989 ·
1990 – 1999 ·
2000 – 2009 ·
2010 – 2019 ·
2020 − 2029
WK 1930 · 
WK 1934 · 
WK 1958 · 
WK 1962 · 
WK 1966 · 
WK 1974 · 
WK 1978 · 
WK 1982 · 
WK 1986 · 
WK 1990 · 
WK 1994 · 
WK 1998 · 
WK 2002 · 
WK 2006 · 
WK 2010 · 
WK 2014 · 
WK 2018 ·
WK 2022
OS 1928 · 
OS 1988 · 
OS 1996 · 
OS 2004 · 
OS 2008 · 
OS 2016 · 
OS 2020
1902 · 
1903 · 
1904 · 
1905 · 
1906 · 
1907 · 
1908 · 
1909 ·
1910 · 
1911 · 
1912 · 
1913 · 
1914 · 
1915 · 
1916 · 
1917 · 
1918 · 
1919 ·
1920 · 
1921 · 
1922 · 
1923 · 
1924 · 
1925 · 
1926 · 
1927 · 
1928 · 
1929 ·
1930 · 
1931 · 
1932 · 
1933 · 
1934 · 
1935 · 
1936 · 
1937 · 
1938 · 
1939 ·
1940 · 
1941 · 
1942 · 
1943 · 
1944 · 
1945 · 
1946 · 
1947 · 
1948 · 1949 · 
1950 · 
1951 · 
1952 · 
1953 · 
1954 · 
1955 · 
1956 · 
1957 · 
1958 · 
1959 ·
1960 · 
1961 · 
1962 · 
1963 · 
1964 · 
1965 · 
1966 · 
1967 · 
1968 · 
1969 ·
1970 · 
1971 · 
1972 · 
1973 · 
1974 · 
1975 · 
1976 · 
1977 · 
1978 · 
1979 ·
1980 · 
1981 · 
1982 · 
1983 · 
1984 · 
1985 · 
1986 · 
1987 · 
1988 · 
1989 ·
1990 ·
1991 · 
1992 · 
1993 · 
1994 · 
1995 · 
1996 · 
1997 · 
1998 · 
1999 · 
2000 · 
2001 · 
2002 · 
2003 · 
2004 · 
2005 · 
2006 · 
2007 · 
2008 · 
2009 · 
2010 · 
2011 · 
2012 · 
2013 · 
2014 ·
2015 ·
2016 ·
2017 ·
2018 ·
2019 ·
2020 ·
2021 ·
2022 ·
2023
Albanië ·
Algerije ·
Angola ·
Australië ·
België ·
Bolivia ·
Bosnië en Herzegovina · 
Brazilië ·
Bulgarije ·
Canada ·
Chili ·
China ·
Colombia ·
Costa Rica · 
Curaçao ·
Denemarken ·
DDR ·
Duitsland ·
Ecuador ·
Egypte ·
El Salvador ·
Engeland ·
Estland ·
Frankrijk ·
Ghana ·
Griekenland ·
Guatemala ·
Haïti ·
Honduras ·
Hongarije ·
Hongkong ·
Ierland ·
IJsland ·
India ·
Indonesië ·
Irak ·
Iran ·
Israël ·
Italië ·
Ivoorkust ·
Jamaica ·
Japan ·
Joegoslavië ·
Kameroen ·
Kroatië ·
Libië ·
Litouwen · 
Marokko ·
Mexico ·
Nederland ·
Nicaragua ·
Nigeria ·
Noord-Ierland ·
Noorwegen ·
Oostenrijk ·
Panama ·
Paraguay ·
Peru ·
Polen ·
Portugal · 
Qatar ·
Roemenië ·
Rusland · 
Saoedi-Arabië · 
Schotland ·
Servië en Montenegro ·
Singapore ·
Slovenië ·
Slowakije ·
Sovjet-Unie ·
Spanje ·
Trinidad en Tobago ·
Tsjecho-Slowakije ·
Tunesië ·
Uruguay ·
Venezuela ·
Verenigde Arabische Emiraten ·
Verenigde Staten ·
Wales ·
Wit-Rusland · 
Zuid-Afrika ·
Zuid-Korea ·
Zweden ·
Zwitserland
Australië (2022) ·
België (2014) ·
Bosnië en Herzegovina (2014) ·
Brazilië (1982) ·
Brazilië (2005) ·
Denemarken (1995) ·
Duitsland (2006) ·
Duitsland (2014) ·
Frankrijk (2018) ·
Frankrijk (2022) ·
IJsland (2018) ·
Iran (2014) ·
Italië (1982) ·
Ivoorkust (2006) ·
Kroatië (2018) ·
Kroatië (2022) ·
Mexico (2006) ·
Nederland (1978) ·
Nederland (2006) ·
Nederland (2014) ·
Nederland (2022) ·
Nigeria (2010) ·
Nigeria (2014) ·
Nigeria (2018) ·
Saoedi-Arabië (1992) ·
Saoedi-Arabië (2022) · 
Servië en Montenegro (2006) ·
West-Duitsland (1986) · West-Duitsland (1990) ·
Zwitserland (2014)
Hondurese voetbalbond · A-internationals · Selecties · Bondscoaches · Hondurees vrouwenelftal · Olympisch elftal · Honduras U21 · Honduras U19 · Honduras U17
1920 – 1959 ·
1960 – 1969 ·
1970 – 1979 ·
1980 – 1989 ·
1990 – 1999 ·
2000 – 2009 ·
2010 – 2019 ·
2020 − 2029
CGC 2021
CA 2001
WK 1982 · 
WK 2010 · 
WK 2014
OS 2000 · 
OS 2008 · 
OS 2012 ·
OS 2016 ·
OS 2020
1921 · 
1922–1929 · 
1930 · 
1931–1934 · 
1935 · 
1936–1945 · 
1946 · 
1947–1949 · 
1950 · 
1951–1952 · 
1953 · 
1954 · 
1955 · 
1956 · 
1957 · 
1958–1959 · 
1960 · 
1961 · 
1962 · 
1963 · 
1964 · 
1965 · 
1966 · 
1967 · 
1968 · 
1969 · 
1970 · 
1971 · 
1972 · 
1973 · 
1974 · 
1975 · 
1976 · 
1977 · 
1978 · 
1979 · 
1980 · 
1981 · 
1982 · 
1983 · 
1984 · 
1985 · 
1986 · 
1987 · 
1988 · 
1989–1990 · 
1991 · 
1992 · 
1993 · 
1994 · 
1995 · 
1996 · 
1997 · 
1998 · 
1999 · 
2000 · 
2001 · 
2002 · 
2003 · 
2004 · 
2005 · 
2006 · 
2007 · 
2008 · 
2009 · 
2010 · 
2011 · 
2012 · 
2013 · 
2014 · 
2015 · 
2016 ·
2017 ·
2018 ·
2019 ·
2020 ·
2021 ·
2022 ·
2023 ·
2024 ·
2025
Antigua en Barbuda ·
Argentinië ·
Australië ·
Azerbeidzjan ·
Belize ·
Bermuda ·
Bolivia ·
Brazilië ·
Canada ·
Chili ·
China ·
Colombia ·
Costa Rica ·
Cuba ·
Curaçao ·
Denemarken ·
Ecuador ·
El Salvador ·
Engeland ·
Finland ·
Frankrijk ·
Grenada ·
Griekenland ·
Guatemala ·
Haïti ·
IJsland ·
Israël ·
Jamaica ·
Japan ·
Joegoslavië ·
Kaaimaneilanden ·
Letland · 
Mexico ·
Nederlandse Antillen ·
Nicaragua ·
Nieuw-Zeeland ·
Noord-Ierland · 
Noorwegen ·
Panama ·
Paraguay ·
Peru ·
Puerto Rico ·
Qatar ·
Roemenië ·
Saint Vincent en de Grenadines ·
Saoedi-Arabië ·
Servië ·
Slovenië ·
Spanje ·
Suriname ·
Trinidad en Tobago ·
Turkije ·
Uruguay ·
Venezuela ·
Verenigde Arabische Emiraten ·
Verenigde Staten ·
Wit-Rusland ·
Zambia ·
Zuid-Afrika ·
Zuid-Korea ·
Zwitserland
Chili (2010) ·
Ecuador (2014) ·
Frankrijk (2014) ·
Spanje (2010) ·
Zwitserland (2010) · 
Zwitserland (2014)